# Liaoyuan
Liaoyuan (chiń. 辽源; pinyin Liáoyuán) – miasto o statusie prefektury miejskiej w północno-wschodnich Chinach, w prowincji Jilin, na południe od miasta Changchun. W 2010 roku liczba mieszkańców miasta wynosiła 468 416. Prefektura miejska w 1999 roku liczyła 1 239 523 mieszkańców. Ośrodek wydobycia węgla kamiennego i hutnictwa żelaza oraz przemysłu chemicznego, maszynowego i materiałów budowlanych.

## Podział administracyjny
Prefektura Liaoyuan podzielona jest na:
- 2 dzielnice: Longshan, Xi’an,
- 2 powiaty: Dongfeng, Dongliao.